# جوزيفينا بلا
جوزيفينا بلا (بالإسبانية: Josefina Plá)‏ (9 نوفمبر 1903 في إسبانيا - 11 يناير 1999، أسونسيون في باراغواي)؛ صحفية، رسامة، كاتِبة وشاعرة إسبانية.